# 吉祥寺 (三豊市)
吉祥寺（きっしょうじ）は、香川県三豊市三野町吉津にある寺。真言宗醍醐派に属しており、本尊は薬師如来。

## 概要
弘法大師四国霊場開創のみぎり開基させられた。本尊の薬師如来像は70センチ、日光・月光両菩薩立像は高さ45センチで十二神将を配している。当時、三野津に漂流した霊木で、弘法大師自らが厄除薬師として一刀流三礼（らい）の戒を尽くした霊像であった。その後、後の住職正珍の代（慶長8年 / 1603年）に再建された。
元来は大覚寺を本山とする同じく三豊市の高瀬町勝間の威徳院の末寺であったが、弘化4年（1847年）3月8日に離れた。
安政5年（1858年）には七宝山吉祥寺を亀齢山吉祥寺と改めた。
昭和17年（1942年）3月、京都醍醐寺派に属して、同派の準別格本山に昇格した。旧2月15日の涅槃会には参詣人が多く、4月8日の灌仏会には甘茶が供せられる。

## 文化財

### 釈迦涅槃像
文政年間に密道法印が、村内の各家の神仏護符を集め、その灰と土を混ぜ、針金を骨として釈迦涅槃像五二部類を作り、釈迦堂に安置した。この涅槃（寝釈迦）像は、高松市仏生山町の法然寺にも木像がある。町指定有形文化財に指定されている。
また、門前にある石の地蔵も密道法印の時に作られた。その土台には密道法印が著した漢文と回文歌二首が刻まれている。

### 伽藍
本堂・釈迦堂・大悲殿・鐘楼・客殿・庫裡・護摩堂・鎮守堂・廊下・大門・土蔵・納屋等がある。
境内面積は2863m2。

## アクセス
- JR四国「みの駅」から車で約6分。